# Barghawata

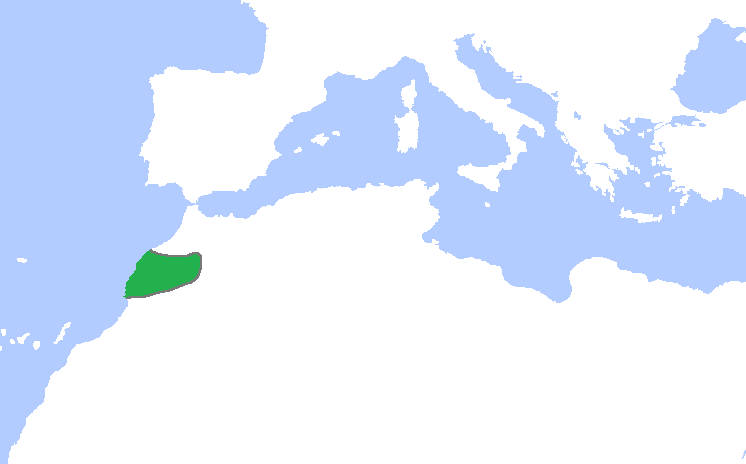
Territori dels Barghawata (744-1058)

Els barghawata (àrab: بورغواطة, Būrġawāṭa) o també Barghwata o Berghouata foren una confederació amaziga del grup dels Masmuda, establerts a la província de Tamasma a la costa atlàntica del Marroc entre Sale i Safi del segle viii al segle xii. La confederació disposava de més de dotze mil cavallers. Va tenir un paper polític fins a l'arribada dels almoràvits a la segona meitat del segle xi.
Les fonts principals són Ibn Hàwqal (segona meitat del segle X) i el geògraf al-Bakrí (segona meitat del segle xi); el segon dona com a origen de les seves informacions al delegat barghawata a Còrdova a la cort d'al-Hakam II, Abu Salih Zammur, arribat a la capital andalusa l'octubre/novembre del 963. Al-Bakrí és l'únic que dona alguns detalls de la religió particular dels barghawata, derivada de l'islam; una religió sincrètica molt lligada a l'islam (sunnita, xiïta i kharigita) però amb elements jueus, astrològics i pagans; suposadament tenien el seu propi Alcorà en llengua amaziga, amb 80 sures, recopilat sota el seu segon cap Sàlih ibn Tàrif, autoproclamat profeta, el darrer mahdí i company de Jesús en la pregària.
La seva aparició està lligada a la revolta kharigita de Maysara (739-742); les poblacions que li havien donat suport es van reagrupar el 744/745 sota la direcció de Tàrif al-Matgharí, que se sospita havia nascut a Barbate, prop de Cadis (on fou cap d'un grup amazic), i de la seva nisba va derivar el nom del grup. Altres teories el fan cap dels amazics Zanata i Zuwagha, i fins i tot un jueu.

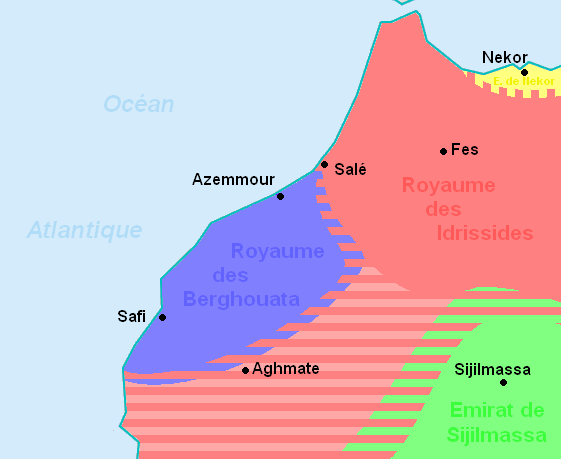
Sirtuació dels Barghawata

El seu fill Sàlih ibn Tarif fou el segon cap a la mort de Tàrif vers 748/749; es va proclamar Profeta i va fundar una nova religió a la segona meitat del segle viii; deia haver rebut revelacions divines que va escriure en un Alcorà en amazic amb 80 sures; també va legislar pel seu poble establint la poligàmia sense límits, el divorci sense límits, la festa del mes de Rajab (el setè del calendari lunar) en comptes del Ramadà (amb dejuni igualment), deu pregàries al dia (en comptes de cinc) i una comunitària al dijous, amb algunes regles per les ablucions i pregàries; prohibició del matrimoni entre cosins, càstig de mort pels lladres, lapidació per les adulteres, desterrament pels mentiders; regles sobre els menjars (prohibició dels caps d'animals, del peix, dels ous, i dels galls; la saliva de la família del profeta tenia qualitats curatives.
Fou anomenat sàlih al-muminín (‘restaurador dels creients’); més endavant es va proclamar el darrer Mahdi i va dir que Isa (Jesús) pregària junt amb ell; es donà el nom de Salih en àrab, Malik en siríac, Salim en persa occidental, Rubya en hebreu i Werba en amazic, i va assegurar que seria el darrer profeta. Quan portava 47 anys de regnat va marxar a la part oriental del seu regne (vers 794/795) i va dir que tornaria en el regnat del setè successor. Al seu fill Ilyas (al-Yasa) li va encomanar ser lleial als omeies de Còrdova i que públicament fos musulmà però seguís lleial a la religió paterna que hauria de revelar quan fou prou fort.
Ilyas va regnar des de vers el 795 fins al 842/843 o sigui quasi 50 anys. El va succeir el seu fill Yunus (842/843 a 84/885) que fou el qui es va sentir prou fort per revelar la nova religió que va practicar i difondre. Va regnar 43 anys i durant aquest temps cap incident amb els idríssides és assenyalat. En canvi sota el seu successor, el nebot Abu Ghufayr, s'esmenta una batalla molt forta a Wadi Baht en la qual els barghawata van obtenir la victòria sobre els idríssides. Abu Ghufayr va regnar des de vers el 884 al 913 i va tenir 44 esposes i molts fills (més de 44).
Durant el segle x la seva economia fou prospera i van comerciar amb Fes, Aghmat, Sus i Sigilmasa. Se sap que tenien relacions amb el califat de Còrdova, però foren atacats per Djafar al-Andalusi, client dels omeies (977/978), de Yusuf Buluggin ben Ziri, governador dels fatimites a Ifríqiya (978-983), i de Wadih, llibert d'Almansor (998/999). La decadència de Cordova després del 1012 els va permetre recuperar-se.
El 1029 foren atacats per Abu l-Kamal Tamim, cap dels Banu Ifran que els va sotmetre i els va dominar fins a la seva mort el 1033; llavors van tornar a ser independents fins a l'arribada dels almoràvits el 1059. Els barghawata van resistir ferotgement i a la lluita va morir el líder espiritual almoràvit Abd-Al·lah ibn Yassín, però finalment foren derrotats i en part aniquilats. Quasi cent anys després encara quedaven grups a les muntanyes de Tamasma (1447) que es van oposar a la conquesta almohade, que van enviar diverses expedicions contra ells fins que els van dominar el 1448/1449. Ja no tornen a ser esmentats.

## Tribus
La confederació Barghawata era formada per 29 tribus. 12 d'aquestes tribus adoptaren la religió Barghawata mentre 17 es van mantenir fidels a l'islam.
Tribus de la religió Barghawata
- Gerawa
- Zouagha
- Branès
- Banu Abi Nacer
- Menjasa
- Banu Abi Nuh
- Banu Waghmar
- Matghara
- Banu Borgh
- Banu Derr
- Matmata
- Banu Zaksent

Tribus musulmanes Khariji
- Zenata-Jbal
- Banu Bellit
- Nemala
- Ounsent
- Banu Ifren
- Banu Naghit
- Banu Nuaman
- Banu Fallusa
- Banu Kuna
- Banu Sebker
- Assada
- Regana
- Azmin
- Manada
- Masina
- Resana
- Trara

## Reis dels barghawata
- Tarif ibn Xamaün ibn Yaqub ibn Ishaq, vers 744-748
- Sàlih ibn Tarif, vers 748-794/795
- Al-Yassa (o Ilyassa) ibn Sàlih, vers 795-842/843
- Yunus ibn al-Yassa, vers 842-888
- Abu-Ghufayl Muhàmmad, 888-917
- Abu-l-Ansar Abd-Al·lah, vers 917-961
- Abu-Mansur Issa vers 961-? (nascut vers 939)
- Desconeguts segles xi i xii